# دیکنز (تگزاس)
دیکنز، تگزاس (به انگلیسی: Dickens, Texas) یک شهر در ایالات متحده آمریکا با جمعیت ۳۳۲ نفر است که در تگزاس واقع شده‌است.

## موقعیت جغرافیایی
موقعیت جغرافیایی شهرها و مناطق اطراف به شرح زیر است: